# Barbezieux-Saint-Hilaire
Barbezieux-Saint-Hilaire è un comune francese di 4 917 abitanti situato nel dipartimento della Charente, nella regione della Nuova Aquitania.

## Società

### Evoluzione demografica
Abitanti censiti

## Amministrazione

### Gemellaggi
- Chardonne
- Wolfratshausen
- Vignola, dal 1982